# سد القنصرة
سد القنصرة هو سد لتخزين مياه الري يقعُ في جماعة الكنزرة التابعة لإقليم الخميسات بِجهة الرباط سلا القنيطرة في المغرب. بُنيَ بين عامي 1927 و1935 ويعتبر أقدم سد للري في البلاد.